# Кафтархона
Кафтархо́на (тадж. Кафтархона) — село у складі Хатлонської області Таджикистану. Входить до складу джамоату імені Худойора Раджабова Восейського району.
Назва означає голубиний дім.
Населення — 1825 осіб (2010; 1810 в 2009, 981 в 1979).
Національний склад станом на 1979 рік — таджики.